# Catégorisation sociales au Rwanda
 (septembre 2022).
Les catégories d'ethnie, de clan et de catégorie socioprofessionnelle au Rwanda sont utilisées par différentes théories[Lesquels ?] pour décrire les Hutus, les Tutsis, les Twa et leurs interactions entre eux. La population elle-même a fini par intérioriser ce terme occidental dans son vocabulaire[réf. souhaitée]. Paradoxalement, les critères (langue, culture, croyance, territoire) qui caractérisent une différenciation ethnique[réf. souhaitée] ne permettent d'identifier dans cette région que deux ethnies rwandophones principales : l'ethnie rwandaise et l'ethnie burundaise[réf. souhaitée].
Le génocide des Tutsis au Rwanda, qui se déroula au printemps 1994 après trente-cinq ans de pogromes anti-tutsi, a exacerbé l'enjeu polémique de ces théories car le régime, qui s'est auto-qualifié d'« Hutu Power » et a conduit le génocide, s'est appuyé sur la lecture coloniale de l'histoire de la population rwandaise. Dans les débats qui ont suivi le génocide tutsi, certains spécialistes, comme Jean-Pierre Chrétien, se sont opposés à cette notion « d'ethnisme au Rwanda », d'autres tel Filip Reyntjens  ont avancé que si le clivage ethnique entre Hutus et Tutsis a été exacerbé par la colonisation, il était au moins en partie préexistant.

## Langues, coutumes et croyances
En kinyarwanda, il n'existe pas de terme pour désigner l'ethnie. Les cartes d'identité « ethniques », instituées par le colonisateur belge dans les années trente, utilisent le mot ubwoko, qui désigne en fait le clan. Ubwoko est traduit en français sur la carte d'identité par ethnie. Mais les clans du Rwanda sont composés de Tutsis, de Hutus et de Twa. Certains sont dominés par des Hutus et d'autres par des Tutsis.
Ces données remontent selon la tradition orale au moins jusqu'au XVe siècle. Au-delà, on manque de connaissances, même si des historiens occidentaux ont avancé des théories non confirmées. En effet, aucune trace historique, archéologique et/ou linguistique connue ne confirme les hypothèses émises par ces théories sur l'origine des Rwandais. Les Hutus, les Tutsis et les Twa parlent la même langue, le kinyarwanda, ont les mêmes coutumes, notamment se marient de la même manière, assez souvent entre membres de deux groupes dits « ethniques », ont la même foi ancestrale en un dieu unique Imana, ont évolué vers les mêmes religions apportées par la colonisation, et vivent ensemble sur tout le territoire du Rwanda.

## L'hypothèse hamitique
À la suite de spéculations d'ethnologues venant d'Europe au début du vingtième siècle, les colonisateurs, allemands puis surtout belges, ont discerné trois « ethnies ». Ils se sont fondés essentiellement sur des critères physiques et une histoire distincte et hypothétique des migrations de ces groupes de population. Selon cette historiographie, dénommée hypothèse hamitique, les tribus twa de chasseurs-cueilleurs, premiers occupants, auraient vu s'installer sur leurs terres, au cours du IXe siècle, des agriculteurs bantous (Hutus), puis, au XVe siècle, des pasteurs nilotiques tutsis originaires du nord-est de l'Afrique. Cette hypothèse hamitique, basée sur les préjugés raciaux largement répandus dans l'Europe du XIXe siècle, prend ses racines dans les récits mythiques de la Bible. À partir de ces récits, les Africains sont considérés au Moyen Âge comme les descendants de Cham, fils de Noé ayant encouru une malédiction pour avoir découvert la nudité de son père. La tradition juive fait de Cham l'ancêtre des noirs africains. L'hypothèse hamitique se distingue cependant de cette tradition ancienne car, se voulant scientifique, elle considère que les peuples décrits dans la Bible ne peuvent être que ceux ayant fondé les civilisations d'Égypte ou du Proche-Orient, et que les textes bibliques ne peuvent donc s'appliquer aux populations d'Afrique centrale. Considérant les Tutsis comme différents des Hutus et supérieurs à eux, elle va faire d'eux des descendants de Cham, mais provenant d'une immigration d'origine nilotique, considérée comme plus avancée dans la civilisation.
L'hypothèse hamitique est acceptée sans contestation pendant toute la première moitié du XXe siècle aussi bien de la part des anthropologues et colonisateurs occidentaux que de la part des populations africaines concernées, et n'est remise en cause que dans les années 1960. Elle est aujourd'hui souvent considérée comme infondée et seule la présence ancestrale des Twa n'est pas contestée. En particulier, le passage de l'âge de la pierre à l'âge du fer au cours de la Haute antiquité européenne, alors que les Twa ne pratiquent pas la métallurgie, témoigne d'une diversité de peuplements déjà à cette époque.

## La remise en cause de la lecture ethnique
De nouvelles explications ont donc dû être cherchées, et dès 1990, l'historien Jean-Pierre Chrétien, directeur de recherche au CNRS, fait des conférences sur l'ethnisme qu'il rassemblera dans un livre publié en 1997 sous le titre Le Défi de l'ethnisme : Rwanda et Burundi. En général, les éléments mis en lumière par Jean-Pierre Chrétien sont acceptés par de nombreux chercheurs, avec des nuances, telles que celles de Claudine Vidal ou de Gérard Prunier en France. Les autorités rwandaises actuelles reconnaissent ces travaux comme plus proches de la réalité historique rwandaise.[réf. nécessaire]
Selon cette approche, ces classifications correspondaient avant la colonisation à des groupes socio-professionnels, auxquels des fonctions politiques étaient associées. En tant qu'élément primordial de l'économie, les vaches étaient un signe hiérarchique important. Le terme Tutsi désignait les éleveurs possesseurs de nombreuses vaches tandis que les cultivateurs, moins haut placés dans la hiérarchie socio-économique traditionnelle, étaient dénommés Hutus[réf. nécessaire]. Si la dynastie royale était issue des éleveurs Tutsi (plus précisément du clan Nyiginya), la majorité des Tutsi n'en faisaient pas partie. En outre, le roi lui-même (le Mwami) perdait, selon l'un des derniers d'entre eux, sa qualité de Tutsi en arrivant sur le trône. Même si ce n'était pas très fréquent, d'autres Rwandais pouvaient aussi changer de groupe en fonction de certains événements entraînant une décision royale[réf. nécessaire]. Ainsi, un agriculteur « Hutu » pouvait parfois devenir « Tutsi » et réciproquement[réf. nécessaire].
Selon Dominique Franche, les différences physiques sur lesquelles s'appuient les partisans de l'hypothèse hamitique ne seraient pas pertinentes, puisqu'il n'y aurait pas plus de différence de taille entre les Tutsi et les Hutu qu'entre les classes sociales françaises dans les années cinquante. Et les différences pourtant remarquées, certes fréquentes mais de loin pas systématiques, s'expliqueraient en grande partie par un régime alimentaire différencié : les Tutsi, nobles mais surtout éleveurs, buvaient traditionnellement plus de lait et mangeaient plus de viande que les Hutu, cultivateurs; leur alimentation était donc plus riche en protéines. Cet argument est néanmoins inopérant car génétiquement, les Tutsi sont porteurs d'un gène de persistance de la lactase, qui leur permet de digérer le lait, et qui fait défaut aux Hutus ; cette adaptation biologique est datée de plusieurs millénaires et prouve que les Tutsi ont acquis des caractères génétiques particuliers.
Les chercheurs insistent sur le fait que le Rwanda était composé d'une vingtaine de clans, qui rassemblaient tous des Twa, des Tutsi et des Hutu dans des proportions assez constantes ; ce fait est avéré dans de nombreuses sociétés où des structures parallèles existent dans des populations d'origine différente, comme dans le cas des Pygmées Bagyeli du Cameroun et leurs "tuteurs" Ngumba, deux populations aux origines génétiques très différentes mais partageant la même langue et appartenant au même groupe culturel Kwasio[réf. nécessaire].
Comme évoqué dans l'introduction de cet article, le mot « clan » se dit « Ubwoko » en kinyarwanda et curieusement c'est ce terme qui était utilisé sur les cartes d'identité ethniques, instituées par le pouvoir belge, pour traduire le mot « ethnie ». Cela confirme une ambigüité dans la perception coloniale de la réalité rwandaise[réf. nécessaire].

## Historiens privilégiant la lecture ethnique
L'historien d'extrême-droite Bernard Lugan est le principal continuateur français de l'hypothèse hamitique selon laquelle les Hutus et les Tutsis formeraient bien deux groupes de populations aux origines différentes, ayant certes connu des mariages mixtes et partageant des références culturelles communes.
Cette approche est reprise entre autres par l'ethnologue Pierre Erny et, avec quelques nuances, par Filip Reyntjens. En effet, Pierre Erny a également critiqué l'idée selon laquelle il n'y aurait qu'une ethnie au Rwanda. De son côté, Filip Reyntjens, tout en marquant certaines différences avec Erny et Lugan, a également critiqué Jean-Pierre Chrétien et son « école franco-burundaise », affirmant que si le clivage ethnique entre hutus et tutsis a été exacerbé par la colonisation, il était au moins en partie préexistant. La polémique entre Reyntjens et Chrétien s'est accrue après le génocide des Rwandais tutsis, notamment, en 1995, dans la revue Esprit. Dix ans plus tard, devant l'essayiste Pierre Péan, Reyntjens a même accusé Chrétien de porter une responsabilité dans le génocide des Rwandais tutsis.

## L'ethnisme avant l'indépendance

### L'interventionnisme de l'administration belge
Le colonisateur applique des stéréotypes raciaux pour chaque catégorie de la population (les Tutsis sont grands et minces, ils ont la peau plutôt claire, les Hutus petits et trapus, ils ont la peau plus foncée, etc.). Il se pourrait cependant que les différenciations des hutus et tutsis sur des bases biométriques aient été tentées déjà bien avant l'arrivée de l'homme blanc et fut le fait de l'élite tutsie, pour éviter une dissolution de la minorité dans la majorité, notamment par des mariages mixtes entre Hutus enrichis et Tutsis appauvris; c'est du moins l'argument avancé par un doctorant dans sa thèse universitaire canadienne.
En 1931, le colonisateur belge décrète officiellement une identité ethnique pour les colonisés et les documents administratifs précisent alors systématiquement la catégorie « ethnique » de chaque indigène.
Le colonisateur ayant estimé que les Tutsi étaient une «race» supérieure aux Hutu et aux Twa, il va les instituer systématiquement comme « relais coloniaux », destituant par la même occasion tous les responsables hutu que la dynastie tutsi reconnaissait pourtant. Finalement, l'administration belge a favorisé les Tutsi sur tous les plans, y compris l'accès aux études supérieures qui, à l'exception du séminaire, furent interdites aux Hutu et réservées aux Tutsi.

## L'ethnisme depuis l'indépendance jusqu'en 1994
À la fin des années 1950, des revendications indépendantistes naquirent au sein de l'élite rwandaise (tutsie du fait de la politique coloniale) comme dans de nombreux pays colonisés à cette époque. Pour contrer ces projets, les Belges décidèrent de détourner les Hutu contre les Tutsi, en renversant l'alliance tacite existant avec les Tutsi depuis trois décennies. Ils mirent dès lors en exergue la prétendue origine étrangère (« hamitique ») des Tutsi et l'exploitation séculaire du Hutu par le Tutsi, qu'ils avaient pourtant renforcée et systématisée. Avec l'assentiment[réf. nécessaire] des autorités coloniales, des massacres de Tutsi eurent lieu de 1959 à 1962 lors du renversement de la monarchie, de la proclamation de la République et de l'indépendance. Cette révolte menée par l'élite hutu, parrainée aussi par l'Église catholique, chassa du Rwanda un grand nombre de Tutsi, notamment ceux qui étaient liés à la dynastie royale du Mwami.
Plusieurs massacres ethniques se produisirent dans les années qui suivirent, liés à des tentatives de retour des exilés Tutsi, notamment en décembre 1963 où déjà on parla d'« extermination des Tutsi » et de « génocide ».

### Le cataclysme du printemps 1994
Lorsque les exilés, en majorité partis en 1959, rentrèrent au Rwanda à partir de 1990, dans le sillage des rebelles majoritairement tutsi du Front patriotique rwandais, la République du Rwanda prépara le génocide des Tutsi restés au pays et accusés d'être des traîtres, des suppôts du FPR. Le manifeste des Bahutu, rédigé en 1957 par neuf intellectuels hutus, dont Grégoire Kayibanda qui sera président de la future République de 1961 à 1973, est remis au goût du jour avec « Les Dix commandements du Hutu »; ces textes illustrent les mots d'ordre radicalement anti-tutsi qui sont revalorisés dans la société rwandaise au début des années 1990.
Qu'elle ait été préexistante ou non à l'arrivée des colonisateurs, qu'elle ait été instrumentalisée ou non par ces mêmes colonisateurs puis par les premiers dirigeants du Rwanda indépendant, la catégorisation ethnique de la population a été essentielle dans la genèse du génocide au Rwanda de 1994. La logique voudrait pourtant que, si cette distinction ethnique essentiellement basée sur des critères morphologiques avait été fondée, il n'y aurait pas eu besoin de carte d'identité pour la préciser. Sur les lieux de massacres commis durant le génocide de 1994, on a retrouvé des milliers de cartes d'identité qui traînaient à côté des cadavres. De nombreux Rwandais racontent qu'ils ont découvert parfois très tardivement dans leur adolescence leur identité « ethnique » et celle de leurs camarades.

### Influence de l'ethnisme sur la présence de la France au Rwanda de 1990 à 1994
Avec François Mitterrand, l'armée et la diplomatie françaises, très actives au Rwanda pendant la période de la guerre civile puis celle de la préparation du génocide, ont considéré le FPR comme composé uniquement de forces tutsies[source insuffisante], adoptant ainsi la perception ethnique de la République hutu de Juvénal Habyarimana. La position française a consisté en une surestimation du risque de massacres commis par le FPR, tout en anticipant des risques de dérapages par les forces hutues dont il serait préférable de se distancier quelque peu pour « ne pas paraître trop impliqué » selon les propres termes de l'amiral chef-d'État major en 1990[réf. nécessaire]. Des personnalités politiques françaises n'hésitent pas à affirmer que les Hutus, représentant 80 % de la population rwandaise, sont majoritaires et doivent avoir le pouvoir, posant ainsi la question du rôle de la France dans le génocide tutsi. Dans des documents moins officiels, des articles de journaux, des militaires français de l'opération Turquoise n'hésitaient pas à qualifier le FPR de « Khmers noirs ».
Les députés français, sur la foi de ce que disaient les militaires français, ont reconnu que des contrôles d'identité ethniques ont été faits par les soldats français au Rwanda à partir de 1993. De nombreux Rwandais confirment des contrôles d'identité faits par des Français avant 1994. Le témoignage le plus grave a été entendu par un collectif de membres d'associations[Qui ?] dans lequel une Rwandaise dit avoir vu des militaires français faire de tels contrôles, en compagnie de soldats rwandais, en avril 1991 et remettre une personne contrôlée aux miliciens présents qui l'auraient « machettée » quelques mètres plus loin, alors que quelques corps gisaient déjà dans le caniveau[source insuffisante].

## L'ethnisme aujourd'hui
Aujourd'hui la vision ethnique du Rwanda est largement ancrée dans les esprits, aussi bien au Rwanda qu'à l'extérieur. Le génocide a cristallisé ces références « ethniques », la souffrance et la culpabilité traversant la société rwandaise divisée en deux catégories qui recoupent grossièrement les catégories ethniques instituées par le colonisateur : d'un côté, les survivants du génocide (et des massacres qui ont précédé) et de l'autre côté, les génocidaires.

### Les mesures prises pour contrer l'ethnisme dans le Rwanda actuel
Les autorités rwandaises issues de la guerre gagnée par le FPR ont pris depuis 1994 de nombreuses mesures pour tenter de réduire la fracture. Notamment, la nouvelle constitution du Rwanda, votée par référendum en 2003 et abrogeant la carte d'identité ethnique, prohibe toute discrimination basée sur l'ethnie et interdit aux formations politiques de se réclamer d'une ethnie particulière.
Les gacaca, tribunaux populaires pour juger les exécutants du génocide, sont aussi conçus pour permettre à la population de prendre conscience que l'ethnisme qui a conduit au crime de génocide ne peut rester impuni.
Mais certains observateurs ne veulent y voir que des mesures de simple paravent pour masquer une domination politique qui serait « Tutsie », parce qu'issue du FPR, et donc trop minoritaire pour s'imposer à visage découvert en tant que domination à caractère ethnique.

### Filmographie
- « Un dimanche à Kigali » (Québec), avec Luc Picard et Fatou N'Daye
- « Hôtel Rwanda », de Terry Georges
- « Après, un voyage dans le Rwanda », de Denis Gheerbrandt (2005)
- « Rwanda, l'histoire qui mène au génocide », de Robert Genoud. Distribution : Les films du village
- « Une République devenue folle », de Luc Heusch. Distribution : Simple production, Images de la culture (CNC), ADAV
- « Shooting Dogs », de Michael Caton-Jones (2004)